# Jorge Ballesteros
Jorge Ballesteros (castellà: Jorge Fernandez Ballesteros)  (Sant Sebastià, 27 de maig de 1983 - 10 de gener de 2023) va ser un tirador esportiu basc que va guanyar la medalla d'or a la general de la divisió Open a l'IPSC Handgun World Shoot 2017. Al World Shoot de 2005 va guanyar la medalla de bronze general a la divisió Open, i el 2002 va guanyar la medalla de bronze a la categoria Júnior. També va guanyar dues medalles d'or de la divisió oberta del Campionat d'Europa d'armes de mà (2013 i 2016), i va guanyar el Campionat d'Espanya d'armes de mà en 12 ocasions.
L'11 de gener de 2023, es va anunciar que Ballesteros va ser trobat mort a trets al seu cotxe. Tenia 39 anys.